# 로맨스 그레이 (1979년 영화)
《로맨스 그레이》(영어: Romance Gray)는 1979년에 개봉한 대한민국의 영화이다.

## 캐스팅
- 최불암
- 백일섭
- 선우용녀
- 사미자
- 김영애
- 한미영
- 이동진
- 이영주 (신인)
- 길달호
- 최병철
- 윤희
- 홍윤정
- 유명순
- 박예숙
- 정미경
- 최연수
- 최성관
- 이지은
- 최효선
- 박원호

## 스태프
- 기획: 김태찬
- 원작: 임희재
- 각본: 안준오
- 촬영: 이석기
- 조명: 최입춘
- 음악: 정민섭
- 편집: 김희수
- 스틸: 조광소
- 소품: 이월호
- 녹음: 김성찬
- 효과: 손효신
- 현상: 우성현상소
- 촬영보: 안태완
- 조명보: 김광소
- 조감독: 유진선
- 기록: 심호근
- 제작부장: 박계봉
- 제작: 김인동
- 감독: 문여송